# 65-й армійський корпус (Третій Рейх)
LXV-й (65-й) армі́йський ко́рпус особли́вого призна́чення (нім. LXV. Armeekorps z.b.V.) — армійський корпус Вермахту за часів Другої світової війни. 24 жовтня 1944 переформований на 30-й армійський корпус особливого призначення.

## Історія
LXV-й армійський корпус особливого призначення був сформований 22 листопада 1943 на території окупованих Північної Франції та Бельгії для забезпечення охорони розгортання стартових позицій та пусків «зброї-відплати» V-1 і V-2.

## Райони бойових дій
- Північна Франція та Бельгія (листопад 1943 — січень 1945)

## Командування

### Командири
- генерал артилерії Ерік Гайнеманн (нім. Erich Heinemann) (22 листопада 1943 — 24 жовтня 1944).
- Від 28 лютого 1945 р. призначений командиром LXV армійського корпусу Камлер Ганс.

## Бойовий склад 65-го армійського корпусу
Формування управління, забезпечення та підтримки
- 465-а рота зв'язку (Nachrichten Kompanie 465), з березня 1944 — 465-й корпусний батальйон зв'язку (Korps-Nachrichten-Abteilung 465).